# Liste der Naturdenkmale in Hattenhofen (Württemberg)
| Naturdenkmale | Anzahl |
| ------------- | ------ |
| FND           | 1      |
| END           | 2      |
| Gesamt        | 3      |

Die Liste der Naturdenkmale in Hattenhofen nennt die verordneten Naturdenkmale (ND) der im baden-württembergischen Landkreis Göppingen liegenden Gemeinde Hattenhofen. In Hattenhofen gibt es insgesamt drei als Naturdenkmal geschützte Objekte, davon ein flächenhaftes Naturdenkmal (FND) und zwei Einzelgebilde-Naturdenkmale (END).
Stand: 31. Oktober 2016.

## Flächenhafte Naturdenkmale (FND)
| Name                     | Bild | Kennung     | Einzelheiten | Position | Fläche Hektar | Datum         |
| ------------------------ | ---- | ----------- | ------------ | -------- | ------------- | ------------- |
| Feuchtwiese Pippendorf   | BW   | 81170290001 | Hattenhofen  | ⊙        | 1,1           | 15. Dez. 1999 |
| Legende für Naturdenkmal |      |             |              |          |               |               |

## Einzelgebilde (END)
| Name                                         | Bild | Kennung     | Einzelheiten | Position | Fläche Hektar | Datum         |
| -------------------------------------------- | ---- | ----------- | ------------ | -------- | ------------- | ------------- |
| 1 Eiche, Gassenäcker                         | BW   | 81170290001 | Hattenhofen  | ⊙        | 0,0           | 22. Okt. 1984 |
| 1 Linde (Kaiserlinde), 1 Eiche (Luthereiche) | BW   | 81170290002 | Hattenhofen  | ⊙        | 0,0           | 22. Okt. 1984 |
| Legende für Naturdenkmal                     |      |             |              |          |               |               |